# Связное двоеточие
Свя́зное двоето́чие (двоеточие Александрова) — конечное топологическое пространство из двух точек определённого типа;
наиболее простой содержательный пример нехаусдорфова топологического пространства в общей топологии.
Определяется как топологическое пространство, образованное множеством из двух элементов {\displaystyle \circ } («открыто») и {\displaystyle \bullet } («замкнуто»), топология на котором задана следующим перечнем трёх открытых подмножеств:
- {\displaystyle \varnothing } — пустое множество;
- {\displaystyle \{\circ \}} — множество из одного элемента «открыто»;
- {\displaystyle \{\circ ,\bullet \}} — всё пространство.

Помимо пустого множества и всего двоеточия, его открытым подмножеством является только {\displaystyle \{\circ \}}, а замкнутым — только {\displaystyle \{\bullet \}}. Мы видим, что точка {\displaystyle \bullet } не имеет окрестностей, кроме всего пространства; следовательно, пространство нарушает аксиому T1, в частности, не является хаусдорфовым. Также мы видим, что точка {\displaystyle \circ } не является замкнутым подмножеством.
Отображение {\displaystyle F} из топологического пространства {\displaystyle X} в связное двоеточие является непрерывным тогда и только тогда, когда прообраз {\displaystyle F^{-1}(\circ )} точки {\displaystyle \{\circ \}} открыт в {\displaystyle X} (или, что то же самое, прообраз {\displaystyle F^{-1}(\bullet )} точки {\displaystyle \{\bullet \}} замкнут в {\displaystyle X}). Данное свойство обосновывает названия точек связного двоеточия.
Связное двоеточие является связным и также линейно связным пространством.
Александровский куб — степень связного двоеточия {\displaystyle F^{m}} — является универсальным пространством для {\displaystyle T_{0}}-пространств веса {\displaystyle m} при {\displaystyle m\geqslant \aleph _{0}}, то есть любое {\displaystyle T_{0}}-пространство веса {\displaystyle m} гомеоморфно подпространству {\displaystyle F^{m}}.